# C.S.A.: The Confederate States of America
C.S.A.: The Confederate States of America ist eine US-amerikanische Mockumentary von Regisseur Kevin Willmott aus dem Jahr 2004. Der Film inszeniert eine Welt, in der die Südstaaten den Amerikanischen Bürgerkrieg gewonnen haben, was einen völlig anderen Verlauf der Geschichte zur Folge hatte (Alternativweltgeschichte). Als Experten für amerikanische Geschichte und Politik auftretende Schauspieler kommentieren die Rückblenden auf die fiktiven historischen Ereignisse im Stil eines Dokumentarfilms. Auch werden fiktive Werbespots eingespielt, die den satirischen Charakter des Films deutlich hervorheben.

## Handlung
Im Gegensatz zum realen Geschichtsverlauf gelingt es Judah Philip Benjamin, Frankreich und Großbritannien zu einem Kriegseintritt auf Seiten der Konföderierten Staaten von Amerika (CSA) zu überreden. Die Südstaaten gewinnen dadurch die Schlacht von Gettysburg und nehmen kurz darauf Washington, D.C. ein. Am 9. April 1864 unterzeichnet Ulysses S. Grant die Kapitulation der United States Army, Präsident Abraham Lincoln muss nach Kanada fliehen. 1905 gibt der 96-jährige Lincoln kurz vor seinem Tod ein Interview in seinem kanadischen Exil, in dem er bereut, den Bürgerkrieg zu einem Kampf um die Sklaverei gemacht zu haben.
Das Territorium der CSA erstreckt sich nun auf die gesamten ehemaligen USA. Die Flagge der Konföderierten Staaten von Amerika wird zur Nationalflagge und das Lied Dixie zur Nationalhymne erhoben. Präsident Jefferson Davis zieht von Richmond nach Washington, D.C. um und legalisiert die Sklaverei nun auch in den Nordstaaten. Viele Afroamerikaner und weiße Abolitionisten folgen daraufhin dem geflohenen Abraham Lincoln nach Kanada. In den 1890ern werden auch chinesische Migranten, die sich an der Westküste angesiedelt haben, versklavt. Zudem wird das Christentum als Staatsreligion festgeschrieben.
Zu Beginn des 20. Jahrhunderts beginnen die CSA mit der Eroberung Lateinamerikas. In unterworfenen Ländern wie Mexiko errichten die Besatzer Apartheid-Regime. Bis 1929 untersteht fast der gesamte Kontinent der Kontrolle der Konföderation. Der Börsencrash bewirkt eine vorübergehende Rückkehr in den nationalen Isolationismus, doch dank der Wiederaufnahme des transatlantischen Sklavenhandels kann die Rezession rasch überwunden werden.
Bei Ausbruch des Zweiten Weltkrieges verhalten sich die dem Nationalsozialismus gegenüber wohlgesinnten CSA neutral und sehen in Deutschland keinen Feind, wohl aber greifen sie am 7. Dezember 1941 ohne vorherige Kriegserklärung Japan an. Dank des Einsatzes von Atombomben gewinnt die Konföderation den Pazifikkrieg, in Europa unterliegen allerdings die Deutschen der Sowjetunion. 
In der Nachkriegszeit geraten die CSA durch die neugegründeten Vereinten Nationen zunehmend in außenpolitische Isolation, lediglich Südafrika bleibt ein treuer Verbündeter. Mit dem nördlichen Nachbarn Kanada, das inzwischen zum kulturellen Zentrum der westlichen Welt aufgestiegen ist, entwickelt sich eine Art Kalter Krieg, der in dem Bau einer gewaltigen Mauer entlang der Landesgrenzen gipfelt.
1960 gewinnt der Republikaner John F. Kennedy die Präsidentschaftswahlen gegen den Demokraten Richard Nixon. Der fortschrittliche Kennedy stellt die Befreiung der Sklaven in Aussicht, erliegt jedoch einem Attentat, bevor er sein Vorhaben in die Tat umsetzen kann. Die daraufhin folgenden Rassenunruhen werden brutal niedergeschlagen.
Dem kurzen Zeitalter des Aufbruchs folgt eine Renaissance der erzkonservativen Hardliner, unter anderem wird Gewalt gegen Frauen und Homosexuelle legalisiert. Als der demokratische Senator John Ambrose Fauntroy V im Jahr 2002 für die Präsidentschaft kandidiert, deckt ein Filmteam auf, dass dieser afroamerikanische Vorfahren hatte. Der ultrakonservative Fauntroy verliert dadurch die Wahlen und begeht daraufhin Selbstmord.

## Rezeption
Der Film erhielt gemischte bis positive Kritiken. Viele Kritiker lobten die Idee, sahen jedoch Mängel in der Umsetzung aufgrund des niedrigen Budgets. Bei Rotten Tomatoes erhielt der Film eine Bewertung von 78 %, in der IMDb 6,4 von 10 Sternen.